# 平成18年台風第3号
平成18年台風第3号（へいせい18ねんたいふうだい3ごう、アジア名：イーウィニャ、フィリピン名：エスター）は、2006年6月に沖縄県に接近し、朝鮮半島に上陸した台風である。

## 概要

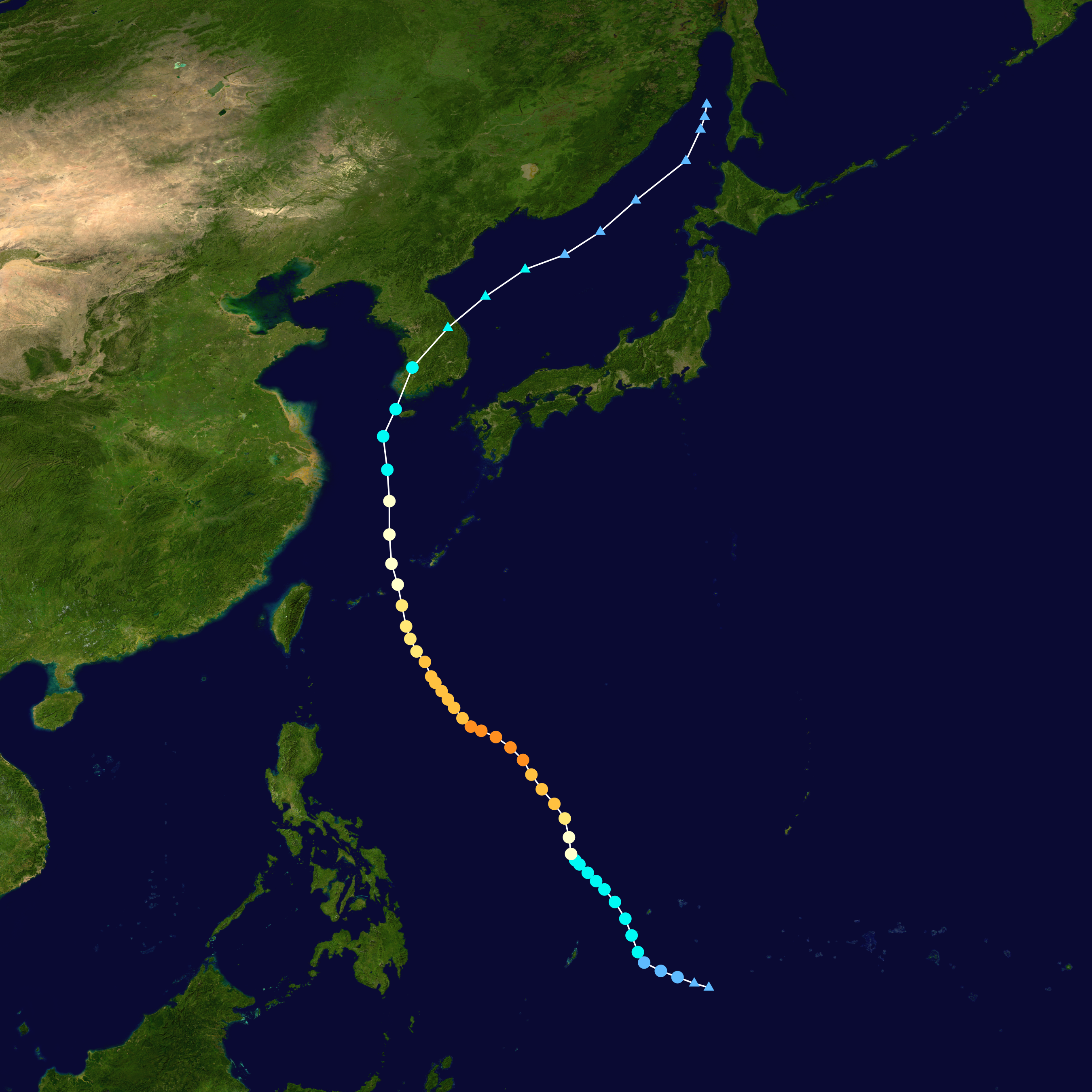
進路図

2006年6月30日、ヤップ島の南で台風3号が発生し、アジア名「イーウィニャ（Ewiniar）」と命名された。命名国はミクロネシアで、嵐の神を意味する。なお、フィリピン大気地球物理天文局（PAGASA）はこの台風について、フィリピン名「エスター（Ester）」と命名している。台風は北上を続け、7月8日頃沖縄県に接近した。沖縄県を通過後、台風は東シナ海へと進み、7月10日に朝鮮半島南部に上陸し、消滅した。

## 被害
この台風の影響で湿った気流の流入した西日本では大雨となった。九州西海上の東シナ海は大シケとなり、長崎県では漁船が転覆し、漁船の船長が死亡する事故が発生した。また、台風の上陸した韓国南部では大雨による水害や土砂崩れで6人が死亡した。その他に鉄道や高速道路が流失し、住宅への浸水などの被害が発生した。この台風3号による被害は韓国、日本、中華人民共和国、フィリピン、台湾などに及んだ。